# Germán Burgos
Germán Adrián Ramón Burgos (Mar del Plata, 16 april 1969) is een Argentijns voormalig profvoetballer die aan het einde van het seizoen 2003/04 stopte met keepen. Na zijn actieve loopbaan stapte hij het trainersvak in.

## Voetbalcarrière
Burgos kwam gedurende zijn carrière uit voor Ferro Carril Oeste en River Plate in Argentinië en voor RCD Mallorca en Atlético Madrid in Spanje. Burgos was bekend om zijn markante voorkomen en grillige optreden als keeper en zijn passie voor rock-'n-roll.
De trainer bij zijn eerste profclub Ferro Carril Oeste – berucht omdat hij zijn spelers voor ze het veld opliepen altijd met de vlakke hand in het gezicht sloeg – vergeleek Burgos ooit met een gorilla. Dat verbasterde al snel tot El Mono, Spaans voor De Aap.
Een jaar na het WK van 1998 in Frankrijk, waar Burgos tweede keeper was achter Carlos Roa, begon zijn Europese avontuur. Bij RCD Mallorca, als tweede doelman achter Leo Franco. Verder dan twaalf wedstrijden kwam hij niet bij die club, mede door een schorsing van elf wedstrijden. Die straf volgde op het neerslaan van een speler van Espanyol achter de rug van de scheidsrechter. Maar de videobeelden logen niet.
Burgos tekende in 2001 een contract bij Atlético Madrid. Daarmee ging voor hem een droom in vervulling. De roemrijke club onder leiding van trainer Luis Aragonés was het seizoen ervoor gedegradeerd, maar dat maakte Burgos niets uit. "Veel ratten verlieten het riool. Maar lelijkerds zoals ik voelen zich daar juist thuis. Dus ik ging." Burgos' hoogtepunt kwam in de stadsderby tegen Real Madrid van 2003. In die wedstrijd stopte hij een strafschop van de Portugese sterspeler Luis Figo en redde daarmee een punt. "Ik kreeg de bal op mijn neus. De neus was gebroken, het was een bloederig zootje. Maar bij mij maakte dat niet veel uit."
Kort daarop kreeg Burgos te horen dat hij nierkanker had; hij moest meteen geopereerd worden. De operatie verliep succesvol en op de laatste speeldag van de competitie maakte El Mono zijn rentree, tegen het Real Sociedad van collega-doelman Sander Westerveld.
Hij behoorde eveneens zeer vaak tot de Argentijnse selectie, ook al was hij niet altijd eerste keeper. De speler was aanwezig op het WK 1998 in Frankrijk en in 2002 in Zuid-Korea en Japan. Burgos maakte zijn debuut voor de nationale ploeg op 9 september 1995 in de vriendschappelijke wedstrijd tegen Spanje. In totaal speelde hij 35 interlands voor zijn Zuid-Amerikaanse vaderland.

## Muziekcarrière
Al tijdens zijn voetbalcarrière in Argentinië was Burgos actief in rock-'n-roll met zijn eigen band Simpatía. Voordat hij naar Spanje vertrok bracht de band al twee albums uit. Na een derde cd verandert de band van samenstelling en lanceert vervolgens in 2002 een nieuwe cd onder een nieuwe bandnaam: The Garb. In 2005 werd voorlopig hun laatste cd uitgebracht.